# سباق الطرقات

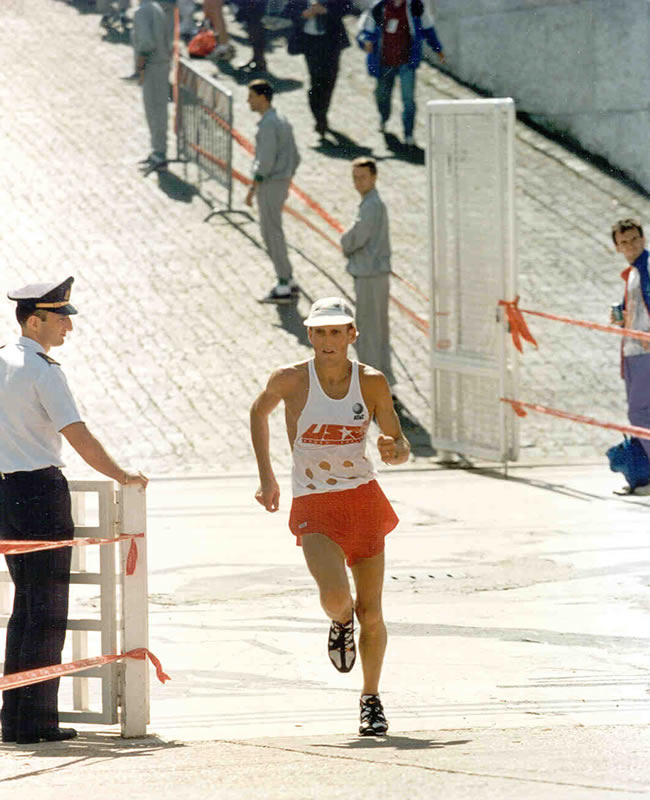
سباق الطرق في ماراثون السلاح الجو الأمريكي

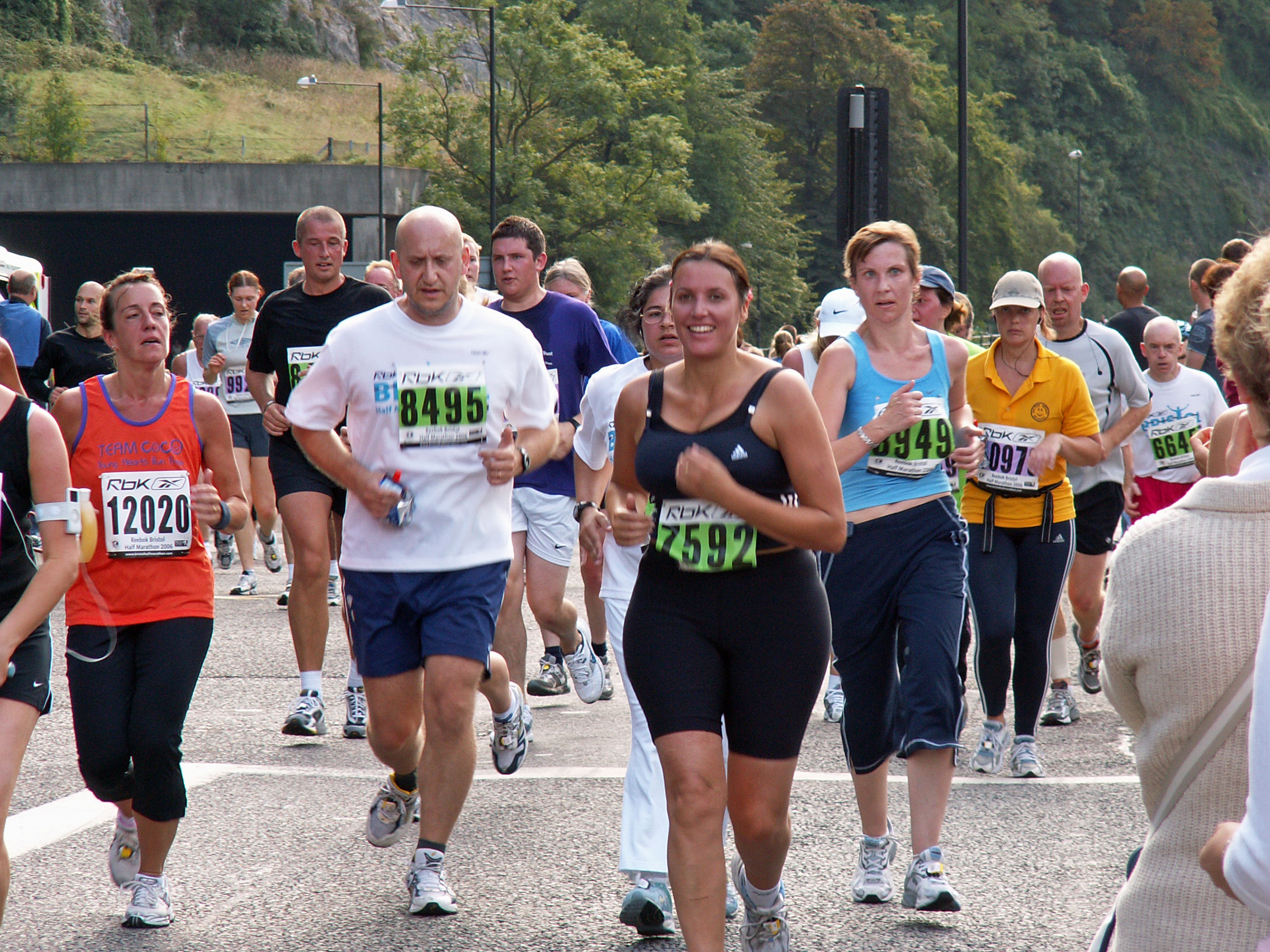
الناس يشاركون في نصف ماراثون بريستول

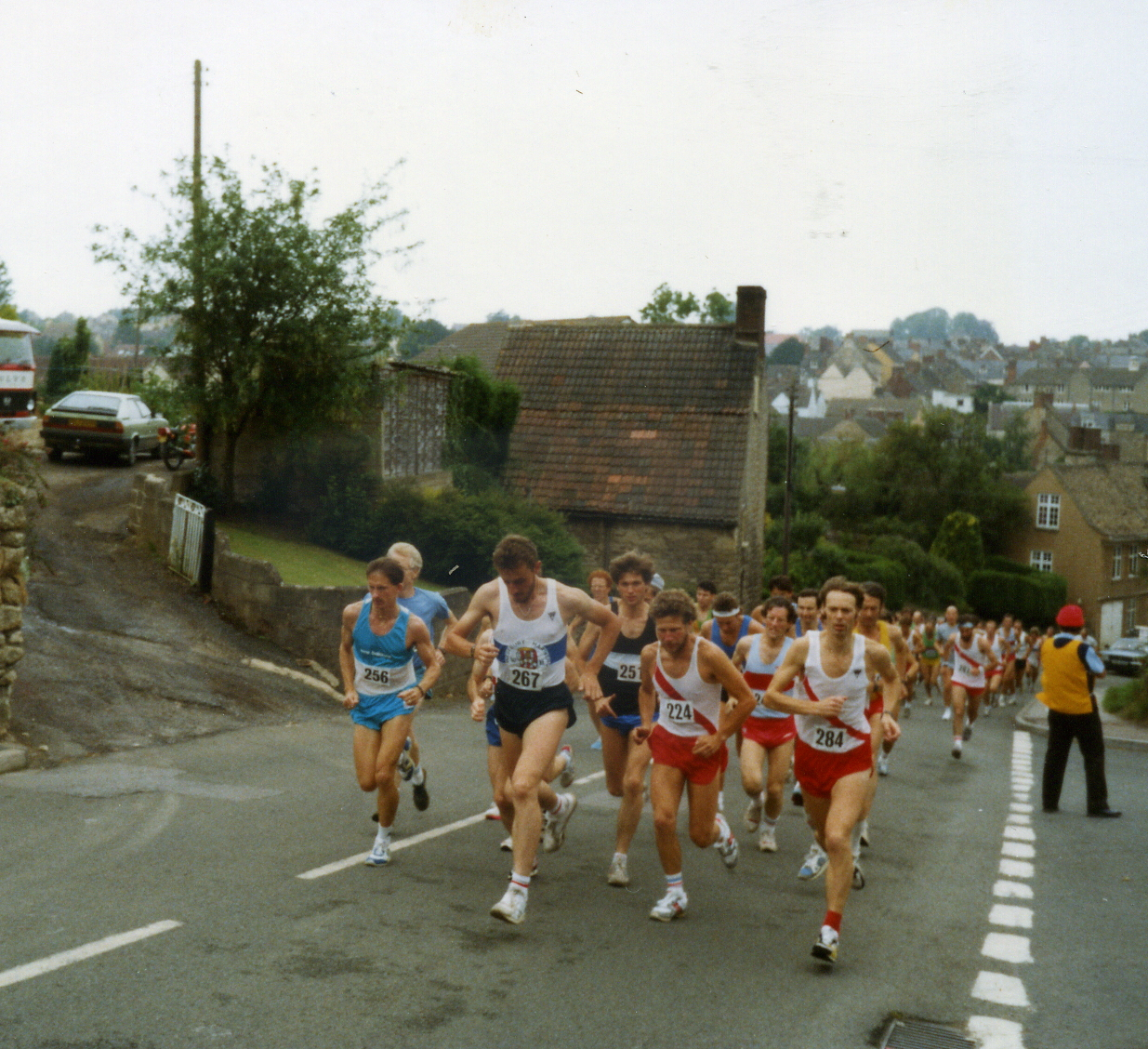
الرياضيين في بداية سباق ال10 ميل في جلوسيسترشاير، المملكة المتحدة، 1990

سباق الطرقات هي رياضة تعمل على دورة قياس عبر طريق في الهواء وليس داخل القاعات (على العكس من سباقات المضمار والميدان واختراق الضاحية).
تصنف هذه الرياضة عادة لمسافات طويلة وفقا لمصطلحات ألعاب القوى، وتتراوح عادة بين 5 كيلومترات إلى 42.2 كيلو متر في سباقات الماراثون. ويمكن أن تنطوي على أعداد كبيرة من المتسابقين والرياضيين على الكرسي المتحرك. اعترف الاتحاد الدولي لألعاب القوى بالانواع الأكثر شيوعا من هذه الرياضة والتي هي: سباق 10كيلومتر، سباقات النصف الماراثون وسباقات الماراثون.
سباق الطرقات تقدم للرياضيين مجموعة من التحديات مثل التعامل مع التلال، والانحناءات الحادة والأسطح المتنوعة، والطقس العاصف، والتنافس ضمن مجموعة كبيرة. اللياقة الهوائية، أو قدرة الجسم على استخدام الأكسجين، هو العامل الأكبر تساهم في النجاح.
سباق الطرقات يضع المزيد من الضغط على القدمين والركبتين وأسفل الظهر، وينبغي على المرء اختيار الحذاء الذي يناسب نوع القدم وأسلوب الجري.
سباق الطرقات تشمل أيضا سباق الدراجات وسباق السيارات.